# Akabira
Akabira (赤平市, Akabira-shi) és una ciutat i municipi de la subprefectura de Sorachi, a Hokkaido, Japó.

## Geografia
La ciutat d'Akabira es troba localitzada administrativament a la subprefectura de Sorachi, al centre de l'illa de Hokkaido. Pel terme municipal d'Akabira passen els rius Sorachi, Nae, Hakushuomonai, Horokura, Akamasawa, Penkekipushunai, Katsura i Goryō.

### Barris
- Akabira (赤平).
- Erumu-chō (エルム町).
- Higashibunkyō-chō (東文京町), 4 carrers (丁目, Chōme).
- Higashiōmachi (東大町), 3 carrers.
- Higashitoyosato-chō (東豊里町).
- Hiragishi-Akebonochō (平岸曙町), 6 carrers.
- Hiragishi-Higashimachi (平岸東町), 6 carrers.
- Hiragishi-Katsurachō (平岸桂町).
- Hiragishi-Minamimachi (平岸南町).
- Hiragishi-Nakamachi (平岸仲町), 6 carrers.
- Hiragishi-Nishimachi (平岸西町), 6 carrers.
- Hiragishi-Shinkōchō (平岸新光町), 9 carrers.
- Hoei-chō (豊栄町), 5 carrers.
- Hon-chō (本町), 3 carrers.
- Horooka-chō (幌岡町).
- Hyakkochō-higashi (百戸町東), 5 carrers.
- Hyakkochō-kita (百戸町北).
- Hyakkochō-nishi (百戸町西), 6 carrers.
- Izumimachi (泉町), 4 carrers.
- Kitabunkyō-chō (北文京町), 5 carrers.
- Kyōwa-chō (共和町).
- Misono-chō (美園町), 5 carrers.
- Miyashita-chō (宮下町), 5 carrers.
- Mojiri (茂尻).
- Mojiriasahimachi (茂尻旭町), 3 carrers.
- Mojirichūōchō-kita (茂尻中央町北), 2 carrers.
- Mojirichūōchō-minami (茂尻中央町南), 6 carrers.
- Mojirihonchō (茂尻本町), 4 carrers.
- Mojirikasugachō (茂尻春日町), 3 carrers.
- Mojirimiyashitachō (茂尻宮下町).
- Mojirimotomachi-kita (茂尻元町北), 6 carrers.
- Mojirimotomachi-minami (茂尻元町南), 5 carrers.
- Mojirisakaemachi (茂尻栄町), 5 carrers.
- Mojirishinkasugachō (茂尻新春日町), 2 carrers.
- Mojirishinmachi (茂尻新町), 5 carrers.
- Nishibunkyōchō (西文京町), 5 carrers.
- Nishikimachi (錦町), 3 carrers.
- Nishitoyosatochō (西豊里町).
- Ōmachi (大町), 4 carrers.
- Sakuragichō (桜木町), 5 carrers.
- Saiwaichō (幸町), 7 carrers.
- Showachō (昭和町), 6 carrers.
- Sumiyoshichō (住吉町).
- Toyookachō (豊丘町), 3 carrers.
- Toyosato (豊里).
- Wakakichō-higashi (若木町東), 9 carrers.
- Wakakichō-kita (若木町北), 8 carrers.
- Wakakichō-minami (若木町南), 5 carrers.
- Wakakichō-nishi (若木町西), 6 carrers.

## Història

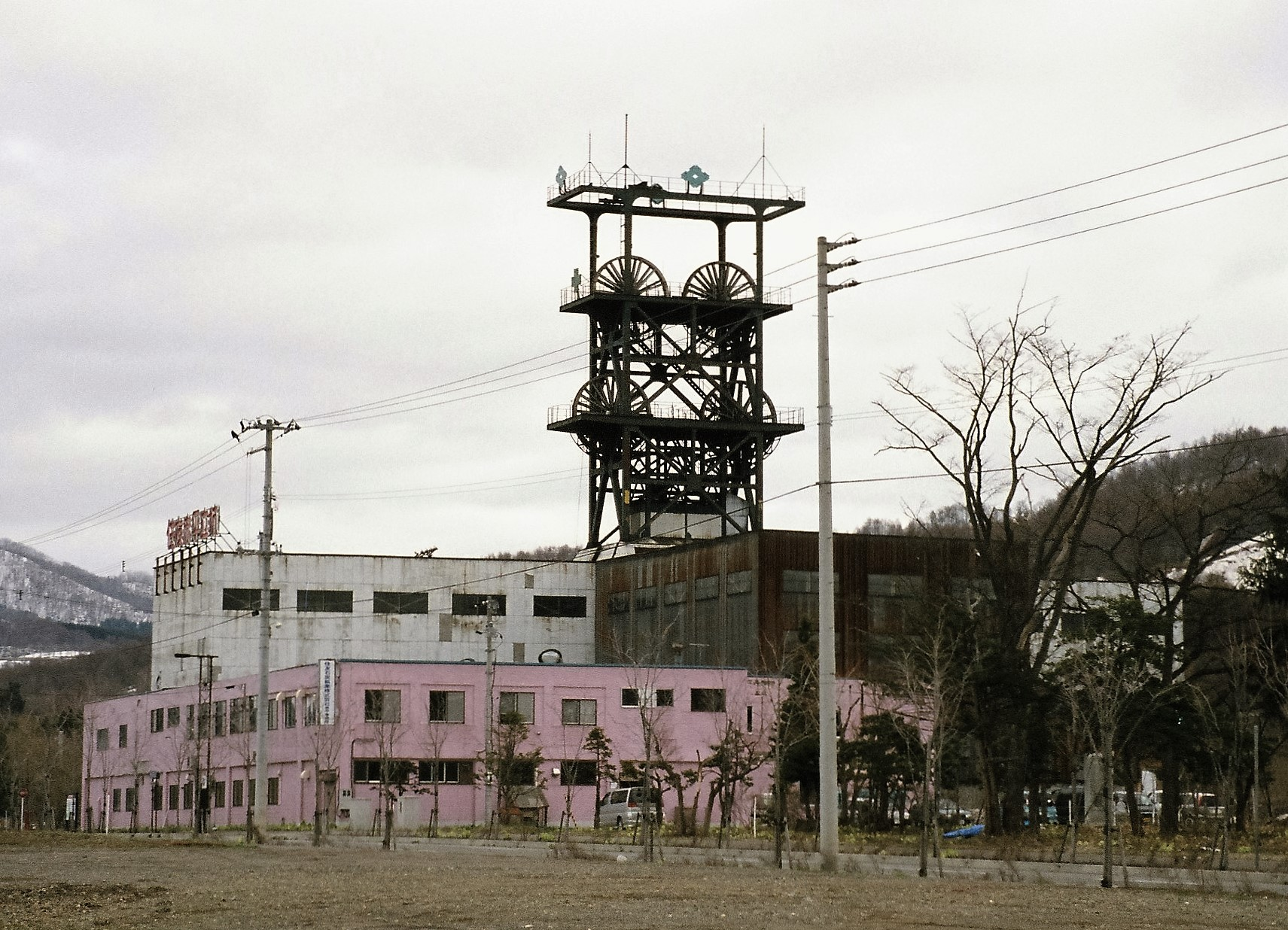
Mina de carbó Sumitomo (2006)

El nom d'Akabira en japonés és una adaptació del nom en ainu que li donaven els indigenes a la zona, que és "carena de muntanya". En els seus millors temps, la ciutat va créixer per damunt dels 50.000 habitants la dècada de 1950 i 1060 degut al caràcter de ciutat minera d'Akabira, que va atraure a molta gent a treballar a les mines de carbó.

### Cronologia
- 1891: Comencen els primers assentaments.
- 1918: La mina de carbó de Moshiri comença la seua activitat.
- 1922: Akabira s'escindeix del municipi d'Utashinai.
- 1937: S'inaugura la mina Shōwa Denkō Toyosato.
- 1938: Comencen la seua activitat les mines de carbó de Sumitomo, Akama i el ferrocarril de les mines de carbó de Hokkaido.
- 1943: Akabira passa de ser un poble a tindre la consideració de vila.
- 1954: Akabira adquireix la consideració de ciutat.
- 1967: Tanca la mina de Shōwa Denkō Toyosato.
- 1969: Tanca la mina de carbó de Moshiri.
- 1973: Tanca la mina de carbó d'Akama.
- 1994: Tanca la mina de carbó Sumitomo.
- 2003: S'estableix un comitè d'unió entre les ciutats de la subprefectura de Sorachi.
- 2007: La major escola elemental de la ciutat tanca a causa de la baixa qüantitat d'alumnes.

## Govern

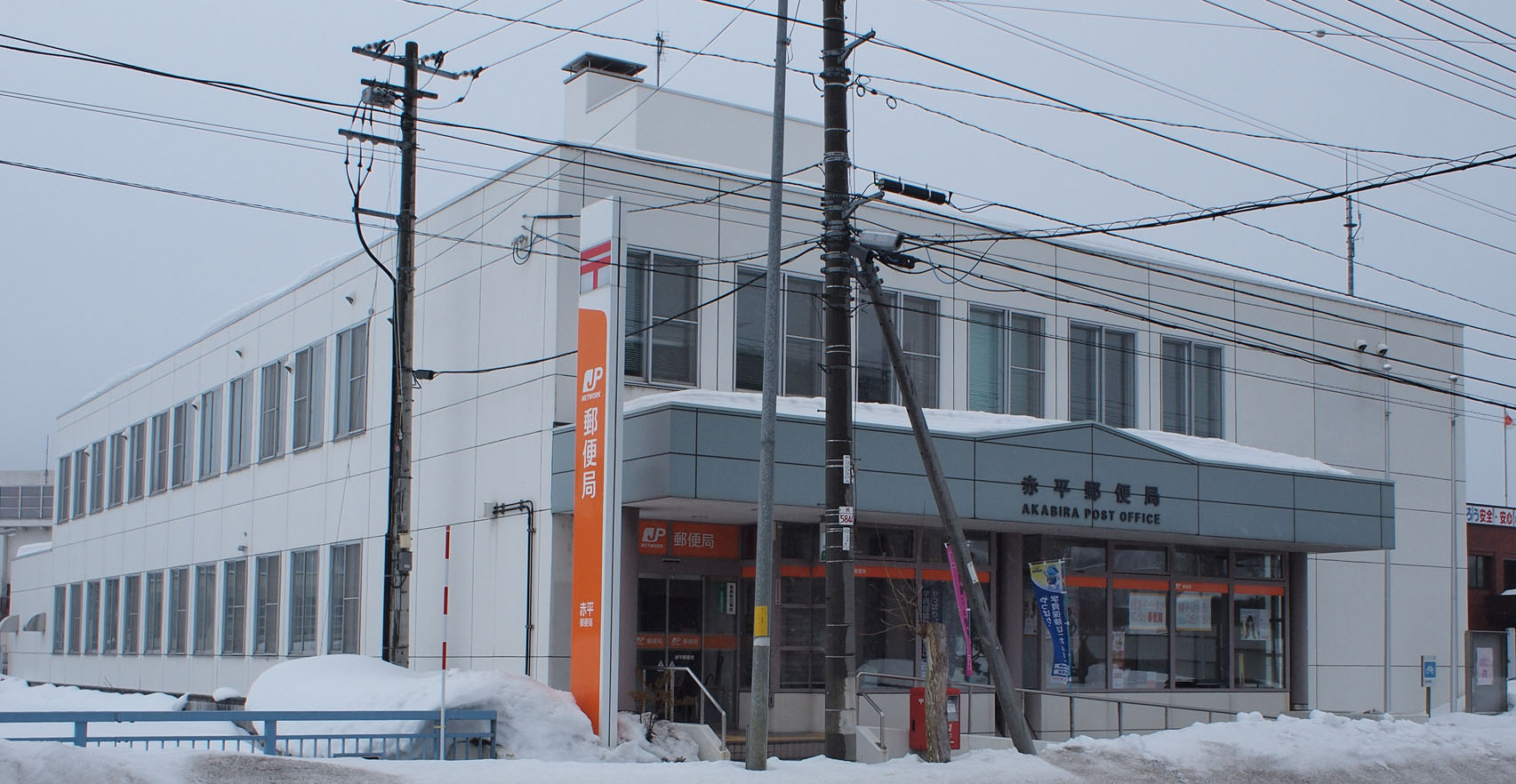
Oficina de correus d'Akabira

### Assemblea municipal
La composició del ple municipal d'Akabira és la següent:
| Partit | Partit                    | Partit | Regidors |
| ------ | ------------------------- | ------ | -------- |
|        | Club Nova Política        | CNP    | 4 / 10   |
|        | Club Demòcrata            | PDC    | 3 / 10   |
|        | Partit Comunista del Japó | PCJ    | 1 / 10   |
|        | Kōmeitō                   | KMT    | 1 / 10   |
|        | Independents              |        | 1 / 10   |
|        | Escons vacants            |        | 0 / 10   |

### Alcaldes
En aquesta taula només es reflecteixen els alcaldes democràtics, és a dir, des de l'any 1947.
| Període   | Alcalde             | Partit |
| --------- | ------------------- | ------ |
| 1947-1955 | Kanichi Mikami      | Ind    |
| 1955-1975 | Katsutarō Endō      | Ind.   |
| 1975-1987 | Hajime Sasaki       | Ind.   |
| 1987-2003 | Sadayoshi Okamatsu  | Ind.   |
| 2003-2015 | Hiroaki Takao       | Ind.   |
| 2015-2019 | Yoshitaka Kikushima | Ind.   |
| 2019-     | Wataru Hatakeyama   | Ind.   |

## Transport

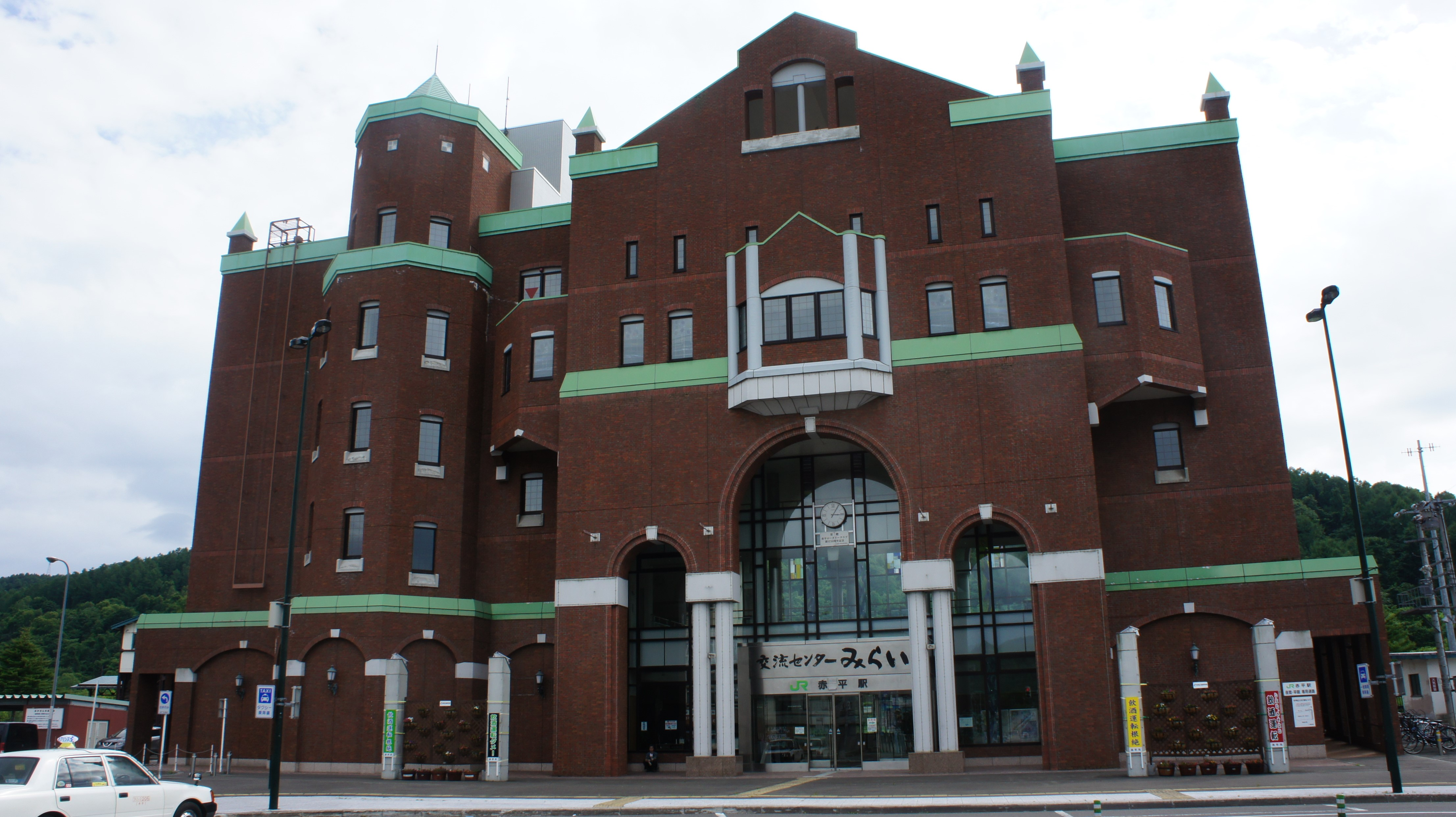
Estació d'Akabira.

### Ferrocarril
- JR Hokkaidō
  - Estació d'Akabira
  - Estació de Moshiri
  - Estació de Hiragishi

## Agermanaments
- Kaga, prefectura d'Ishikawa, Japó. (1995)[2]
- Samcheok, província de Gangwon, república de Corea. (1997)
- Miluo, província de Hunan, RPX. (1999)